# 5フィート軌間

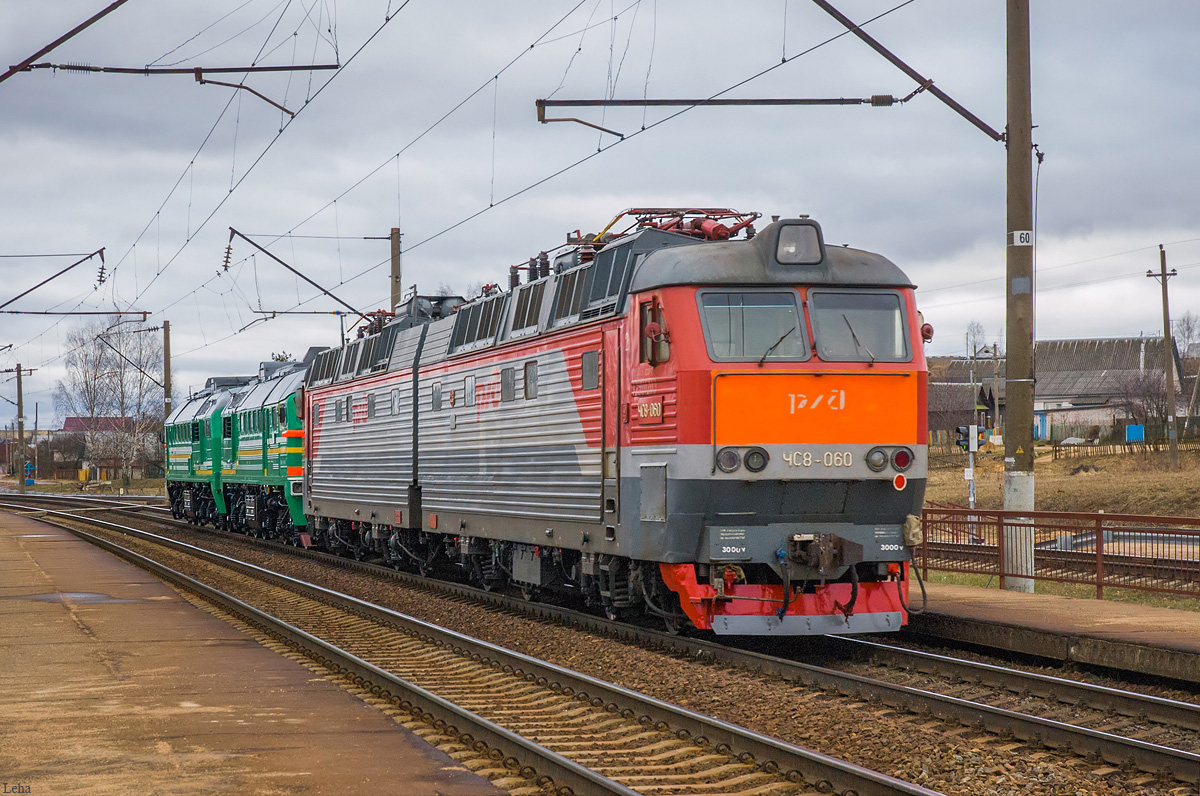
ChS8-060 (電気機関車)と2M62-0984 (ディーゼル機関車)。ベラルーシ

5フィート軌間は、軌間が5フィート（メートル法で1524 mm）の広軌の1種である。後にロシア帝国とその近隣諸国で敷設された鉄道の標準とされたため、ロシア軌間とも呼ばれる。その後、この軌間はソビエト連邦によって1520 mmに再定義された 。
5フィート軌間あるいは1520 mm軌間が使用されている主な地域は、旧ソビエト連邦（ロシア、バルト諸国、ジョージア、ウクライナ）、モンゴル、フィンランドであり、約225000 kmの鉄道路線で運行されている。ロシア軌間の鉄道は、標準軌のそれに次いで2番目に広く運行されている。

## 歴史

### イギリス
1748年に、軌間5フィート（1524 mm）の鉄道が敷設され、ワイラム炭田で産出した石炭を桟橋まで輸送し、そこからタイン川を越えてレミントンまで輸送された。1839年にイースタン・カウンティ鉄道が5フィート軌間で敷設され翌1840年にはノース・アンド・イースト鉄道が同じ軌間での敷設されたが、1844年に両鉄道とも標準軌（1435 mm）に改軌された。1903年にケーブルカーであるイーストヒルクリフト鉄道が開通した。

### アメリカ合衆国

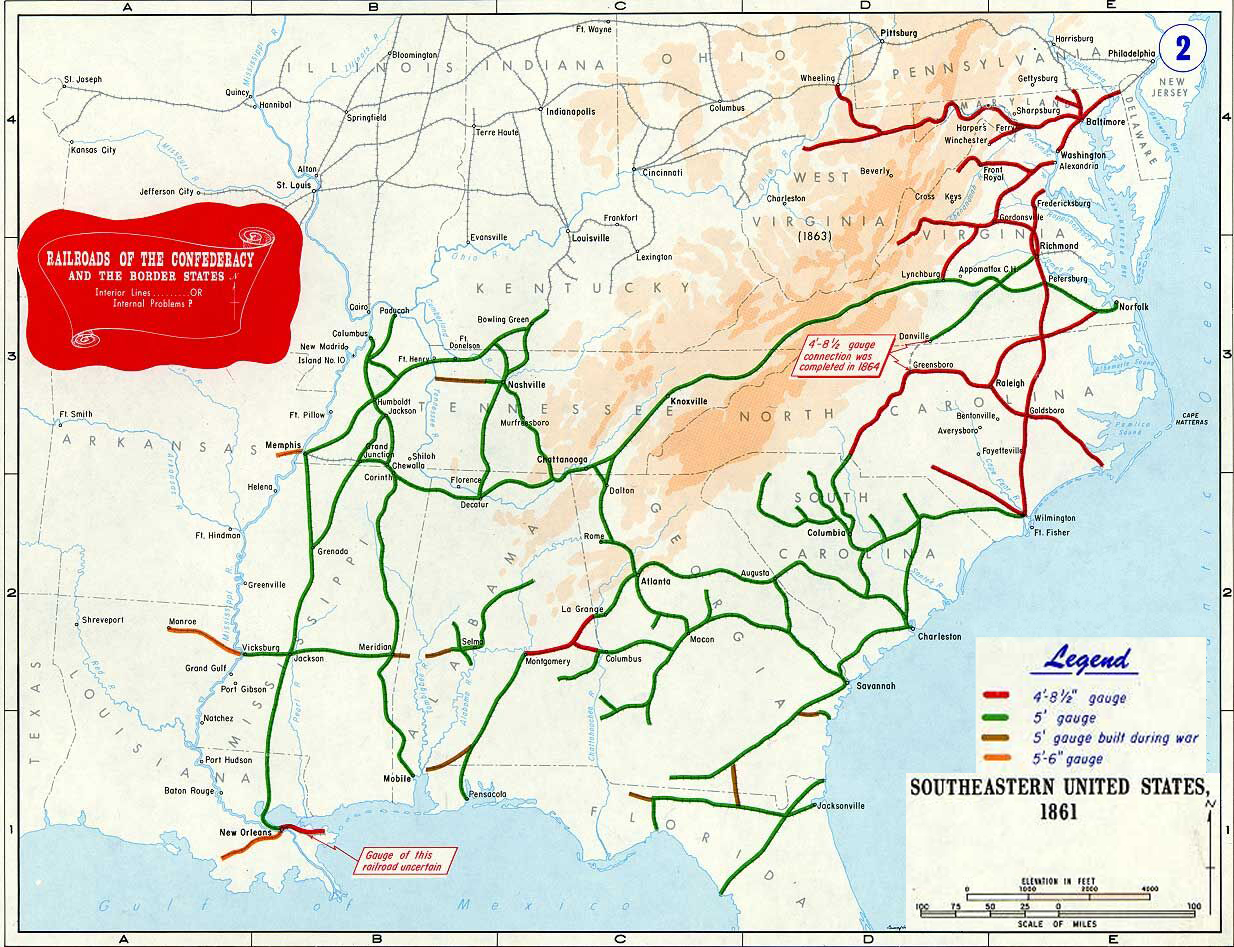
アメリカ南部の5フィート軌間の鉄道網（1861年）

1827年にサウスカロライナ運河鉄道会社の主任技師であったホレイショ・アレンが軌間5フィートでの鉄道敷設を施工して以来、アメリカ南部を中心として5フィート軌間の鉄道網が整備されていた。一方で北東回廊を中心とした北部ではペンシルバニア鉄道やニューヨーク・セントラル鉄道をはじめ標準軌で鉄道が敷設されていて、南北戦争に於いては兵員と物資の輸送で障碍を生む格好となった。南北戦争後の1886年に至ってアメリカ国内に約1500 kmあった軌間5フィートの線路のほぼ全線が標準軌に改軌された。

### ロシア帝国
ロシア初の鉄道は、帝国時代の1837年、ツァールスコエ・セローとパヴロフスクの皇居を結ぶ17kmの実験路線で、軌間6フィートで建設された。軌間の選択は、7フィート1⁄4インチ（2140 mm）を採用したブルネルのグレート・ウェスタン鉄道に影響された。実用性はほとんどなかったが、この鉄道はロシアでのブルネル軌間を採用した路線が実現する可能性を示した。序でロシア帝国の統治下にあったポーランドでワルシャワ-ウィーン鉄道が敷設されたが、こちらは軌間4フィート8+1⁄2インチ（1435 mm）で設計され1845年に開通した。
ロシアの最初の主要路線であるモスクワ・サンクトペテルブルク鉄道の建設のために、技師であったパベルメルニコフはコンサルタントとしてアメリカの大手鉄道技師であったジョージ・ワシントン・ウィスラーを雇った。ウィスラーは、軌間4フィート8インチの線路以上の利点をもたらしながら軌間6フィートの鉄道よりも安価に敷設できるとして5フィート軌間の採用を奨め、線路が西ヨーロッパの鉄道に接続されることは決してないので軌間不連続点を心配する必要は無いと主張した。鉄道を監督する建設委員会のパベル・メルニコフ大佐は、最初の鉄道の例とアメリカの鉄道の研究に続いて軌間6フィートを推奨した。最終的に、ウィスラーから送られた報告書をもとに、運輸建築局の主任は軌間5フィートを採用した。これは、1843年2月14日にニコライ1世によって承認された。その後建設された路線もこの軌間で敷設され、1860年3月には政令によりロシアのすべての主要鉄道は軌間5フィートで敷設されることとされた。

### 軍事上の理由ではなかった軌間の選択
ロシア帝国は、軍事上の理由つまり潜在的な侵略者がロシアの鉄道を利用するのを防ぐために、標準軌よりも広い軌間を選択したと広く誤って信じられている。1841年、ロシア軍の技師は、撤退または迂回時には鉄道が利用できなくなる可能性があるため、そのような危険はないと書類に記述した。ワルシャワ-ウィーン鉄道は標準軌で建設されたので西ヨーロッパの鉄道ネットワークに接続できるようにすることが可能であった。この場合は、ポーランドの輸送に対するプロイセンへの依存度を減らすためであった。最後に、ベンチマークとなったモスクワ・サンクトペテルブルク鉄道では、標準軌は選択肢になく、1524または1829 mmの間で選択した。
一方、侵入を避けるためにわずかに異なる軌間を採用する方法は、歴史的にほとんど効果がないことが証明された。木製の枕木を利用している鉄道の場合、犬釘を取り外して狭い位置に移動することで、軌間を狭くするのはかなり簡単であった。これは、第二次世界大戦中にドイツがソ連の線路を利用するときに行なった。そのよりも、川に架かる橋を破壊する方が、ドイツの侵略に大きな打撃を与えた。

### 拡張
5フィート軌間はロシア帝国全体の標準となり、その後のソビエト連邦にも継承された。ロシアの歴史的な影響により、旧ソビエト連邦であるバルト海諸国、ウクライナ、ベラルーシ、およびコーカサス地方と中央アジアの国々のみならず、周辺国のフィンランドとモンゴルも5フィート軌間を採用している。
ロシア鉄道技師は、19世紀後半に中国東北部の入り口を通って建設された東清鉄道も、シベリア鉄道からウラジオストクまでのルートを短縮する路線を5フィート軌間で敷設した。ハルビンから長春を経て旅順までの支線も5フィート軌間で敷設されていたが、1904-1905年の日露戦争時、その最南部（長春から旅順まで）が日本によって1067 mmに改軌され、戦後、日本に割譲された後、標準軌に変換された。このため、長春と寛城子（長春のすぐ北にある駅、まだロシアの配下であった）の間に軌間不連続点が生じたが、その後、東清鉄道の残りの部分も標準軌に変換された（おそらく1930年代）。
東清鉄道と異なり、ソビエト連邦が樺太を実効支配下に置いた際、日本が構築した鉄道システムの作り替えはされなかった。サハリン南部は、日本の鉄道省路線の1067 mm軌間のままで、ソビエト連邦が1930年から1932年にサハリン北部に敷設したロシア軌間の路線（オハ・モスカリヴォ鉄道）と共存していた。ロシア本土（ワニノ港）とは、ワニノ・ホルムスク鉄道連絡船（1973年から運行）で連絡し、本土の港からの貨車はホルムスク港にて車輪の交換を行なっていた。2004年と2008年には、これらの線路をロシア本土と同じ1520 mmに変換する計画が提示された。その後着工し、2019年に軌間1520 mmでの運行が開始した。

### パナマ
パナマ地峡鉄道は、1850年、5フィート軌間の鉄道として敷設された。パナマ運河の工事中（1904-1914）、パナマ地峡鉄道は、パナマ地峡を通過する客貨の輸送とともに運河の建設を担った。パナマ運河を通行する船舶を牽引する電気機関車の線路も同じ5フィート軌間（1524 mm）が選択された。この軌間は、アメリカ南部の鉄道会社の影響を受けた。2000年、パナマ地峡鉄道は、標準軌に改軌された。一方、パナマ運河水門に沿って船舶を牽引する電気機関車（ラバ）は、現在も1524 mm軌間の線路を使用している。

### フィンランド
フィンランド初の鉄道は1862年1月31日に開通した。フィンランドは当時、ロシア帝国の一地域であったフィンランド大公国であったため、ロシアと同じ5フィート軌間の線路で建設された。1913年にネヴァ川に架かる橋が建設されるまで、ロシアとは接続していなかった。当時、フィンランドの車両限界は狭く、ロシアの列車はフィンランドの線路を走ることができなかった。その後、フィンランドの車両限界が拡張され、ロシアの列車が通過できるようになった。
現在、フィンランドとロシアの間には、アレグロと呼ばれる旅客サービスがあり、ペンドリーノ列車がヴァイニッカラの国境を越えてヘルシンキとサンクトペテルブルク間の路線を走っている。貨物輸送については、4つの国境検問所がある。
2025年5月には、ルル・ランネ運輸通信大臣が2022年からの欧州連合による標準軌での鉄道新線建設規則に則った国内の標準軌への改軌計画の検討を述べ、順調な場合2030年代序盤からオウル周辺など北部地域からの着工計画を発表している。

## 技術的側面

### 軌間の再調整
1960年代後半、ソビエト連邦は、線路の軌間を1520 mm（4フィート11+27⁄32インチ）に再定義し、それと同時に、公差を厳格にした。車両の走行装置（輪軸）は変更されていないため、速度と安定性が向上した。改定は1970年から1990年代初頭にかけて行われた。
フィンランドでは、公差も同様の方法で調整された（ソビエト連邦よりもやや厳しい）にもかかわらず、フィンランド国鉄（Valtionrautatiet、現VRグループ）はもともとの定義である1524ミリメートルを維持した。
エストニアでは、旧ソビエト連邦から独立後、軌間をフィンランドに合わせて1524 mmに戻した。これらの規格の変更は、既存の線路に対しての変更をするものではなく、新規および改修された線路に適用するものである。

### 公差
フィンランドでは、1級路線（クラス1AAおよび1A、速度160〜220km/h）では、軌間を1520〜1529 mmの範囲に収めている 。
鉄道車両の車両限界が、1520 mm軌間のロシアの鉄道と1524 mm軌間のフィンランドの鉄道とにある一定の制限内に保たれている場合、車両は、ロシアとフィンランドとの乗り入れが可能である。したがって、1520と1524mmの間の値は、許容範囲内である。ただし、ある特定のフィンランドの車両は、車両限界が狭いため、ロシアの鉄道で走行すると摩耗が増加する傾向にある。
ヘルシンキからサンクトペテルブルグまでのカレリアントレインズSm6電車（Sm6）は、軌間1522 mmとして指定されている。ロシアとフィンランドの間で採用された策は正しく機能しているが、高速列車では軌間の不一致に関する許容度が低い。
同じことが数年前のバルセロナ地下鉄でも存在した。歴史的な理由により、1号線はスペインの古い基準の軌間（1674 mm）であり、現在のイベリア軌間（1668 mm）にある程度近似している。長年の間、バルセロナメトロの1号線と従来のスペインの路線は2つの幅にわずかな違いであるため接続があり、この接続は、車両を移動したり、新しいものを組み込んだりするときに役立った。しかし、現在この接続は不要となり、それらをリンクしていたポイントは取り外された。

### 車両限界
車両限界（許容される列車の高さ及び最大幅）は、7フィート軌間（あるいは1520 mm軌間）の方が大きい。そのため、標準軌の鉄道を混合軌線に適合させる必要がある場合は、橋の架け替え、複線の線路間の間隔の拡大、架線を上げる必要がある。または、許可された車両に制限を設ける必要がある。これにより、鉄道の運行条件と潜在的な収益性が制限される。この場合、混合軌線は単一軌線よりも広い幅を必要としている。

## 現状

### 鉄道網
1520 mm軌間のいくつかの短い区間は、ポーランド、スロバキア東部、スウェーデン（フィンランドのハパランダとの国境）、アフガニスタン北部に広がっている 。
ハンガリー国内の1520 mm軌間の線路は約150 kmあり、ウクライナの国境近くにあるザホニー（Záhony）物流エリアまで達する。最近では、北朝鮮にて豆満江駅と羅津駅間の32 kmで、標準軌と1520 mm軌間との混合軌間に改修された。
最西端の1520 mm軌間の線路は、ポーランド国内を通るポーランド国鉄65号線（旧称：Línea Hutnicza Szerokotorowa（広軌冶金線）)であり、ウクライナとの国境からシレジア地方の東端までの路線である。

## ライトレールと路面電車
1520 mm軌間は世界中のライトレールや路面電車では非常にまれであるが、旧ソ連のほとんどすべての路面電車はこの軌間の線路である。当初750 mmまたは1000 mmの狭軌で構築された多くの路面電車網は、1520 mmに改軌された。2015年の時点で、ロシアにある60を超える路面電車網のうちのごく一部を除き1520 mmである。例外として、カリーニングラードとピャチゴルスクで1000 mm、ロストフ・ナ・ドヌ市電の1435 mm、イェウパトーリヤとその周辺の2つの路面電車システムで1000 mmである。ヘルシンキ・トラム（フィンランド ）とリエパーヤ市電（ラトビア）は1000 mm、タリン市電（エストニア）は 1067 mm軌間の線路を使用している。

## 近似の軌間

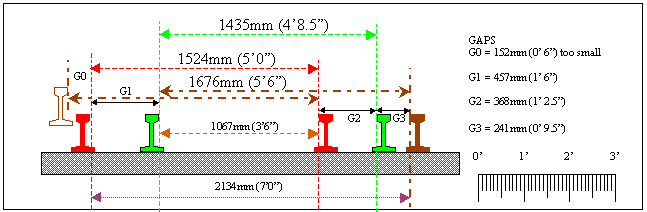
各軌間の比較：1520 mm軌間（赤-赤）; 標準軌（1435 mm、緑-緑）; 1676 mm軌間（緑-褐色）; 1067 mm軌間（緑-赤）; とブルネル軌間（2134 mm、白-茶）

以下の軌間はどれも、幅が非常に近似しているため、1520 mm軌間(ロシア軌間)との三線軌条を設置するのは困難である
- 1676 mm (インド軌間)
- 1668 mm (イベリア軌間)
- 1600 mm (アイリッシュ軌間)
- 1435 mm (標準軌)

この困難さから、四線軌条で敷設し、1520 mm軌間以外の列車の通行を可能にした例がある。

## 導入例

### 1524 mm（5フィート）
| 国/地域      | 鉄道 |
| ------------ | --- |
| 清           | 東清鉄道 (1930年まで) |
| エストニア   | エストニア国鉄 (1991年より再定義) |
| フィンランド | VRグループ |
| ソビエト連邦 | 許容誤差を小さくした後、書類上、軌間を4 mm減らして1520 mmとした。軌間の調整は、必要時または改修時のみ実施される                                                                                               |
| パナマ       | パナマ地峡鉄道 (2000年まで) |
| スウェーデン | ハパランダの貨物ヤード。フィンランドからの貨物列車の乗り入れのため |
| アメリカ     | 1886年5月31日までのカーターズビル・アンド・ヴァンワート鉄道、チェロキー鉄道、ウエスタン・アンド・アトランティック鉄道。ペンシルバニア州のピッツバーグにあるデュケインインクラインとモノンガヒラインクライン。 |

### 1520 mm（4フィート11+27⁄32インチ）
| 国/地域          | 鉄道 |
| ---------------- | --- |
| アフガニスタン   | アフガニスタンの鉄道 |
| アルメニア       | 南カフカース鉄道 |
| アゼルバイジャン | アゼルバイジャン鉄道 |
| ベラルーシ       | ベラルーシの鉄道 |
| ブルガリア       | オデッサとポティへの鉄道連絡船が就航しているヴァルナ港のみ。貨車の車軸を交換するため1520 mmと1435 mmとの混合軌間の線路がある。       |
| 中国             | ロシア、モンゴル、カザフスタンから数本の短い区間がある                                                                               |
| ジョージア       | グルジア鉄道 |
| ドイツ           | リトアニアクライペダ及びロシアカリーニングラード州バルチースク向け貨物列車車両航送のためザスニッツ・ムクラン港構内のみ敷設されている |
| 香港             | ピークトラム |
| ハンガリー       | ウクライナ国境からザホニー（Záhony）物流エリアまで四線混合軌（1435 / 1520 mm）                                                       |
| カザフスタン     | カザフスタンの鉄道 |
| キルギス         | キルギスの鉄道 |
| ラトビア         | ラトビアの鉄道 |
| リトアニア       | リトアニアの鉄道 |
| モルドバ         | モルドバ国鉄 |
| モンゴル         | モンゴルの鉄道 |
| 北朝鮮           | 咸北線豆満江駅と羅津駅間。標準軌との四線軌条                                                                                         |
| ポーランド       | ポーランド国鉄65号線（旧称：Línea Hutnicza Szerokotorowa（広軌冶金線）)                                                              |
| ロシア           | ロシアの鉄道 |
| スロバキア       | ウジホロド - ハニスカ・プリ・コシツィアフ線およびチョプ - チエル・ナッ・チソウ線の2路線。鉄道企業体カーゴ・スロバキアが運営。        |
| タジキスタン     | タジキスタンの鉄道 |
| トルクメニスタン | トルクメニスタンの鉄道 |
| ウクライナ       | ウクライナ鉄道 |
| ウズベキスタン   | ウズベキスタン鉄道 |

### 注記
1. ↑  1フィート (ft) = 304.8 mm, 5フィート=5×304.8 = 1524 mm